# Sabicea morillorum
Sabicea morillorum är en måreväxtart som beskrevs av Julian Alfred Steyermark. Sabicea morillorum ingår i släktet Sabicea och familjen måreväxter. Inga underarter finns listade i Catalogue of Life.